# بحر كريت

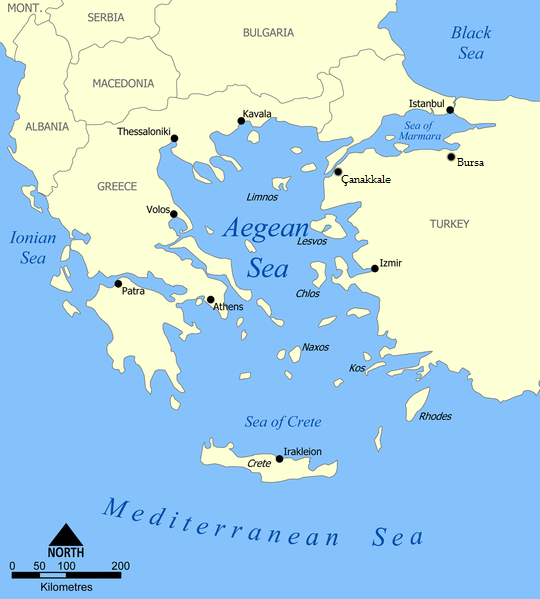
خريطة لبحر كريت والذي يقع شمال جزيرة كريت

بحر كريت (باليونانية: Κρητικό Πέλαγος، Kritiko بيلاغوس)‏ هو بحر جنوب بحر إيجة، إلى الشمال من جزيرة كريت، وجنوب كيكلاديس. يمتد البحر أيضا من جزيرة كيثرا (Kythera) غربا إلى جزر دوديكانيسيا وتحديدا جزيرتي كارباثوس و (كاسوس) Kassos. البحر محاط من الغرب بالبحر الأيوني وكذلك بقية البحر الأبيض المتوسط. طرق العبارات من وإلى بيرايوس، وكذلك الجزر الجنوبية لبحر إيجه وجزر دوديكانيسيا، تعمل في مجال هذا البحر.

## المدن الساحلية و المرافئ
- كاستيلي-كيساموس، جنوب غرب
- خانيا، جنوب غرب
- سودا، والجنوب والجنوب الغربي
- ريثيمنو، الجنوب
- كاندية (HERAKLIO)، الجنوب
- آغيوس نيكولاوس، جنوب شرق
- سيتيا، جنوب شرق
- كاسوس ، جنوب شرق
- أنافي، شمال شرق
- ثيرا (سانتوريني)، شمال

## خلجان بحر كريت
- خليج خانيا جنوبا
- خليج سودا، جنوب شرق
- خليج ألميروس جنوبا
- خليج ميرابيلو جنوب شرق